# Antoine de Lalouvère
Antoine de Lalouvère o de Laloubère o La Loubère (in latino Antonius Lalovera) (Auch, 24 agosto 1600 – Tolosa, 2 settembre 1664) è stato un matematico e gesuita francese.
Suo principale contributo è l'aver studiato per primo le proprietà dell'elica, ma è anche noto per una soluzione errata dei problemi di Pascal sulla cicloide.

## Biografia
Antoine De Lalouvère nacque ad Auch il 24 agosto 1600 in una famiglia aristocratica. Il 9 luglio 1620, all'età di 20 anni, entrò nella Compagnia di Gesù a Tolosa. Dopo avere completato la sua formazione religiosa, fu ordinato sacerdote nel 1631 o nel 1632. insegnò discipline umanistiche, retorica, teologia, ebraico e matematica presso il collegio della Compagnia a Tolosa.
Con Cavalieri, Fermat, Vincentio, Keplero, Torricelli e Valerio Lalouvere può essere considerato uno dei precursori del calcolo integrale moderno. Nella sua opera principale, la Quadratura Circuli, pubblicata nel 1651, calcola volumi e centri di gravità invertendo la regola di Paul Guldin. Come studioso di geometria, Lalouvère fu anche il primo a studiare le proprietà dell'elica.
Nel 1658 fu al centro di una famosa controversia con Blaise Pascal che lo accusava di aver plagiato la soluzione di Gilles Personne de Roberval per risolvere il problema della cicloide. Lalouvère si difese dall'accusa, che, oggi, sembra infondata. Questo conflitto fece rivivere in Lalouvère l'interesse per la geometria - all'epoca era professore di teologia - e nel 1660 scrisse Veterum geometria promota in septem de cycloide libris. In appendice al trattato Lalouvère pubblicò il De linearum curvarum cum lineis rectis comparatione, dissertatio geometrica, l'unica opera di Fermat data alle stampe durante la sua vita. In questo lavoro, Fermat mostrò come i suoi metodi di quadratura potevano essere applicati direttamente al problema della rettificazione delle curve.

## Opere
- (LA) Quadratura circuli et hyperbolae segmentorum, Pierre Bosc, 1651.
- (LA) De cycloide Galilaei et Torricelli propositions viginti, 1658.
- (LA) Veterum geometria promota in septem de cycloide libris, Arnaud Colomiez, 1660.